# Der tapfere Soldat
Der tapfere Soldat (Alternativtitel: Der Pralinésoldat) ist eine Operette in drei Akten von Oscar Straus. Das Libretto verfassten Rudolf Bernauer und Leopold Jacobson. Es basiert auf der Komödie Helden (original: Arms and the Man) des irisch-englischen Dramatikers George Bernhard Shaw. Das Werk erlebte seine Uraufführung am 14. November 1908 am Theater an der Wien in Wien. Es war so erfolgreich, dass das Buch auch in andere Sprachen übersetzt wurde. So kam es beispielsweise im englischen Sprachraum unter dem Titel The Chocolate Soldier und im französischen Sprachraum als Le soldat de chocolat auf die Bühne.

## Handlung

### Ort und Zeit
Die Operette spielt in einer bulgarischen Kleinstadt während des Serbisch-Bulgarischen Krieges und kurz nach dessen Ende (1886).

### Erster Akt
Bild: Schlafzimmer in der Villa der Familie Popoff
Im Hause der Popoffs hat sich Langeweile breit gemacht, seit Aurelias Mann Kasimir und Nadinas Verlobter Alexius Spiridoff vor fast einem Jahr in den Krieg gegen die Serben gezogen sind. Aber heute Abend scheint etwas Abwechslung in die triste Lage zu kommen. Nadina will gerade zu Bett gehen, als ein Fremder in serbischer Uniform in ihr Zimmer steigt. Er gibt sich als Schweizer Geschäftsmann Bumerli aus, der die Soldaten mit Material beliefere. Durch einen peinlichen Zwischenfall sei er in eine serbische Uniform geraten und werde deshalb als angeblicher Feind verfolgt. Nadina findet gleich Gefallen an dem jungen Mann und bietet ihm ein Versteck an. Um seinen gröbsten Hunger zu stillen, serviert sie ihm eine Schachtel Pralinés. 
Plötzlich betreten Nadinas Mutter und die Haushaltshilfe Mascha das Schlafzimmer. Die beiden sind ganz außer sich, weil sich ein Trupp Soldaten daran gemacht hat, das Haus zu durchsuchen, um einen entflohenen Kriegsgefangenen aufzuspüren. Es ist ein Glücksfall für Bumerli, dass sich der Anführer des Trupps, Hauptmann Massakroff, als Trottel erweist. So gelingt es den Soldaten nicht, den Flüchtigen zu finden. Nachdem sie wieder abgezogen sind, stellt Nadina den Fremden ihrer Mutter und Mascha vor. Alle drei genießen die willkommene Abwechslung, bewirten Bumerli reichlich und geben ihm sogar Kasimirs eleganten Hausrock, damit er sich fortan wieder als Zivilist im Lande bewegen kann.

### Zweiter Akt
Bild: Im Garten der Villa
Das Fürstentum Bulgarien hat den Krieg gewonnen; die siegreichen Helden Kasimir Popoff und Alexius Spiridoff kehren heim. Der Oberst erzählt den Frauen, er habe am Rande einer Schlacht einen sympathischen Schweizer kennengelernt, dem eine abenteuerliche Flucht gelungen sei. Es dauert nicht lange, da taucht ebendieser auf. Die Sehnsucht nach Nadina hat ihn zurückgetrieben. Als Vorwand gibt er an, er wolle nur den Hausrock des Obersten zurückbringen. In dessen Taschen befinden sich zwei Fotografien, eine von Nadina und eine von Mascha. Beide Mädchen haben sie als Erinnerung mit einer persönlichen Widmung dem Pralinésoldaten in die Taschen gelegt, ohne dass dieser es bemerkte. Damit der Hausherr nichts davon erfahre, holt sich jedes Mädchen rasch und heimlich „ihr“ Bild zurück, um es bei passender Gelegenheit wieder dem Schweizer zu geben. Als Bumerli kurz mit Nadina alleine ist, zieht diese ihr vermeintliches Bild aus der Tasche und muss feststellen, dass es Mascha zeigt. Also hat der Schwerenöter auch mit ihr angebandelt! Wütend eilt sie davon. 
Mascha ist es nicht anders ergangen, nachdem sie das Foto ihrer Rivalin entdeckt hat. Bloß macht sie dieser Umstand nicht wütend, sondern erfüllt sie mit Freude. Ihr Herz schlägt schon seit einiger Zeit für Nadinas Bräutigam, und das Bild soll ihr helfen, ihn ihr auszuspannen. Als im Garten die glückliche Heimkehr der beiden Soldaten gefeiert wird, hält sie Spiridoff prompt das Corpus Delicti vor die Nase. Überrascht muss sie feststellen, dass er sich wenig daraus zu machen scheint. Bereitwillig geht er auf Maschas Annäherungsversuche ein. Als Nadina dann merkt, was sich hinter ihrem Rücken abspielt, erklärt sie ihre Verlobung als aufgelöst.

### Dritter Akt
Bild: Wohnzimmer in Popoffs Villa
Bumerli will die schöne Bulgarin einfach nicht aus dem Sinn gehen. Er sucht sie ein drittes Mal auf und versichert ihr, zwischen ihm und Mascha sei nie etwas gelaufen. Nadina glaubt ihm. Doch plötzlich fährt ihr ein neuer Stich ins Herz, als Massakroff ihrem Geliebten ein Schreiben Spiridoffs überbringt, das ihn zum Duell fordert. Bumerli zögert nicht lange und erklärt sich zum Zweikampf bereit. Jetzt aber sinkt Spiridoff das Herz in die Hose. Er hatte nicht geglaubt, dass es das schweizerische Weichei so weit kommen ließe. Dass dann aber der Ernstfall dennoch ausbleibt, ist Nadinas Vater zu verdanken. Er will eine friedliche Lösung und fordert Bumerli auf, seine Tochter zu heiraten. Damit rennt er bei dem Schweizer nur offene Türen ein; denn nichts wäre ihm lieber. Als dann die Popoffs auch noch erfahren, dass Bumerlis Vater eine ganze Hotelkette besitzt, ist ihnen der Pralinésoldat gleich doppelt gerne als Schwiegersohn willkommen.

## Musikalische Höhepunkte
- Denn Barbaren, ja Barbaren sind im Kriege die Bulgaren (Ensemble)
- Drei Frauen saßen am Feuerherd (Terzett)
- Tiralala, tiralala, verstehst du (Walzer)
- Komm, komm, Held meiner Träume (Lied der Nadina)
- Weil’s Leben süß und herzlich ist (Duett zwischen Nadina und Bumerli)
- Pardon, pardon, pardon (Walzer)